# Агија Тријада
Агија Тријада (грч. Αγία Τριάδα — Света Тројица) је археолошки локалитет који припада минојској култури. Налази се недалеко од Фестоса, на јужном делу Крита.
Ископавања на овом локалитету започела су 1900, под руковођењем Федерика Халбера (Federico Halbherr) и Луиђија Пернијера (Luigi Pernier). Откривен је чувени саркофаг на коме је осликан живот Крита и који је данас смештен у Археолошком музеју у Ираклиону. Такође је откривена палата, као и велики број керамичких посуда. Издвајају се три вазе од стеатита на којима су у плитком рељефу представљене култне сцене. Једна од њих је према сцени која је на њој приказана названа „Ваза жетелаца“.
Сачувани део палате је изгледа била сезонска краљевска вила. Чине га просторије од којих су неке биле за пријем, као и степенице које су водиле на горњи спрат. У појединим стамбеним просторијама сачувани су делови фрески. Такође је сачувана и архива са многим печатима и остава масивних бронзаних ингота.
Недалеко од палате су колективне гробнице, заправо два толос гроба од камена. У већем, пречника 15,5 m, откривено је преко 200 скелета са керамичким приказима из раноминојског и средњоминојског периода. На некрополи источно од палате у мањем четвртастом каменом гробу, нађен је осликан ларнакс од порозног кречњака који потиче из касноминојског периода.